# L'Aubade
L'Aubade est un tableau peint par Pablo Picasso en 1942. Cette huile sur toile cubiste représente deux femmes, l'une allongée sur un lit, l'autre assise et mandoline à la main. Elle est conservée au Musée Picasso, à Paris.

## Exposition
- Picasso. Au cœur des ténèbres (1939-1945), musée de Grenoble du 5 octobre 2019 au 5 janvier 2020

## Appropriation
Herman Braun-Vega utilise L'Aubade de Picasso comme toile de fond dans son œuvre Les Tricheurs à Cancun n°2 (de La Tour et Picasso), qui réinterprète la scène du tableau Le tricheur à l'as de carreau de Georges de La Tour. Cette appropriation met en lumière les dynamiques de pouvoir entre le Nord et le Sud, critique les inégalités économiques et crée un dialogue entre différentes époques, invitant à réfléchir sur l'identité et les relations internationales à travers l'art.